# Принцесса на горошине
«Принцесса на горошине» (дат. Prinsessen paa Ærten) — сказка датского писателя Ханса Кристиана Андерсена, повествующая о молодой девушке, чьё королевское происхождение подтвердилось благодаря её чувствительности. Впервые эта сказка была опубликована в 1835 году в первом выпуске «Сказок, рассказанных детям».
Эта история была услышана Андерсеном в детстве и, вероятно, она берёт своё начало в народном творчестве, возможно, происходящим из Швеции, поскольку в датском фольклоре такой сюжет не встречается. «Принцесса на горошине», ровно как и другие сказки Андерсена 1835 года, были холодно приняты датскими критиками, которым не нравился их небрежный болтливый стиль и отсутствие морали. В Указателе сказочных сюжетов cказка классифицирована как ATU 704.

## Сюжет
Сказка рассказывает о принце, который ищет принцессу для свадьбы, но никак не может найти подходящую кандидатуру. Ни одна из кандидаток не устраивает принца: он не уверен в том, что они настоящие принцессы. Однажды ненастной ночью в городские ворота постучали. Старый король отворил дверь и увидел промокшую молодую девушку, которая искала укрытие от дождя и уверяла, что она принцесса. Старая королева решает проверить девушку, положив горошину на предложенную ей на ночь кровать и покрыв её двадцатью тюфяками и двадцатью пуховиками. Наутро девушка жалуется на бессонную ночь, рассказывая, какая неудобная была её постель, на которой она не сомкнула глаз, ведь лежала на чём-то таком твёрдом, что у неё теперь в синяках всё тело. Таким образом девушка доказывает двору, что она и есть настоящая принцесса. Принц женится на ней, а горошину помещают в кунсткамеру.

## Публикации
Впервые сказка была опубликована 8 мая 1835 года в копенгагенском издательстве Карла Андреаса Рейцеля в 61-страничном сборнике «Сказки, рассказанные детям I первый выпуск» (дат. Eventyr, fortalte for Børn I Første Samling. Første Hefte). «Принцесса на горошине» стала третьей по счёту сказкой в сборнике из четырёх наряду с «Огнивом», «Маленьким Клаусом и Большим Клаусом» и «Цветами маленькой Иды». Стоимость сборника составляла 24 шиллинга (эквивалент 25 датских крон или примерно 5 долларов США по состоянию на 2009 год), а издатель заплатил Андерсену 30 риксдолларов (450 долларов США по состоянию на 2009 год). Второе издание вышло в 1842 году, а третье — в 1845 году. В 1850 году «Принцесса на горошине» была переиздана в авторском сборнике «Сказки» (дат. Eventyr) с иллюстрациями Вильгельма Педерсена. В 1862 году сказка была опубликована в первом томе сборника «Сказки и истории» (дат. Eventyr og Historier. Første Bind).

## Экранизации

### Кино
- «Принцесса на горошине» (1978), СССР, режиссёр Борис Рыцарев;
- «Принцесса на горошине[англ.]» (2002), США, режиссёр Марк Свон;
- «Однажды на матрасе[англ.]» (2005), США, режиссёр Кэтлин Маршалл.

### Театр
- «Однажды на матраце»;
- «Принцесса на горошине».